# Шот

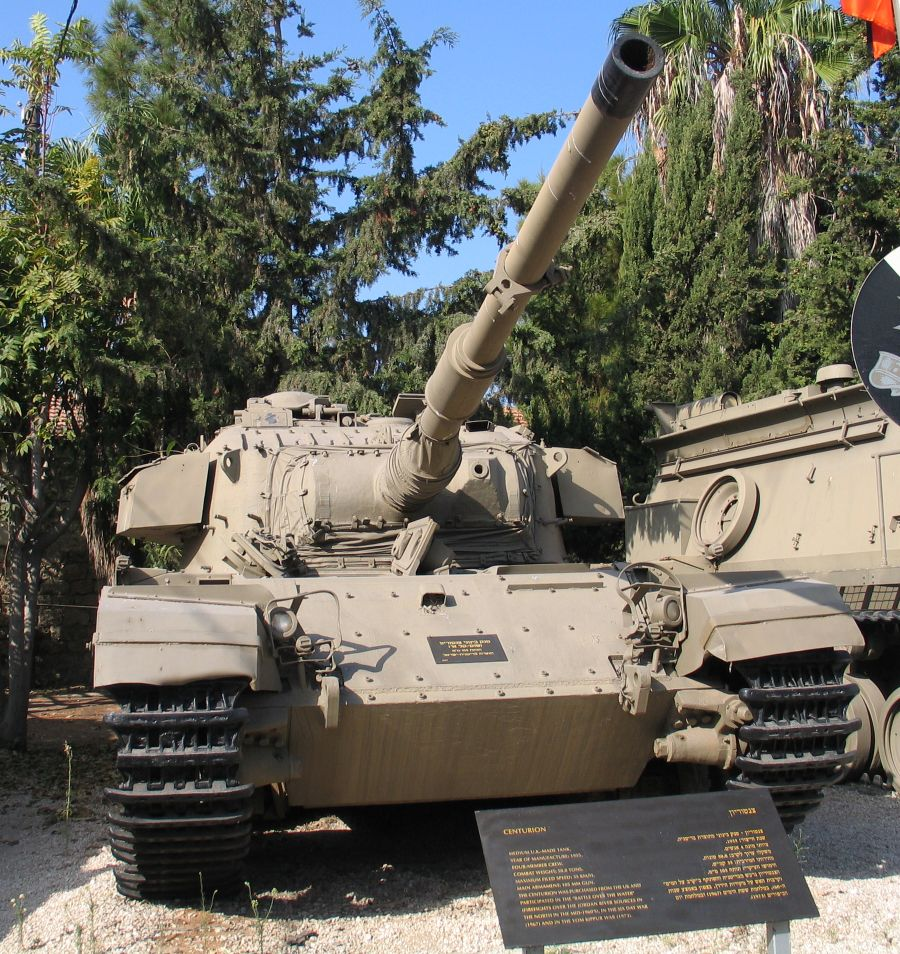
Шот Каль Алеф в израильском музее

Шот (ивр. שוט‎), Шот Каль (ивр. שוט קל‎) — израильское название английского тяжелого (по советской классификации) танка Центурион, состоявшего на вооружении сухопутных танковых сил Армии Обороны Израиля (АОИ или ЦАХАЛ). На иврите Шот означает «бич», или «кнут», Шот Каль — «лёгкий кнут». Кроме того, «каль» является жаргонным сокращением от названия двигателя «Континенталь», установленного на модернизированных образцах танков.

## Закупки и принятие на вооружение
Первое обращение Израиля к Великобритании по вопросу возможной закупки танков Центурион датируется 1953 годом, решение о продаже принято в 1955 году, но по ряду политических причин контракт был подписан только в 1958 году. Первые танки поступили в Израиль в 1959 году.
Закупались подержанные танки модели Mk.5, а также новые Mk.7 и Mk.8, есть сведения о закупке некоторого количества Mk.3. Подержанные танки закупались после капитального ремонта, кроме того, оригинальная 20-фунтовая танковая пушка заменялась на 105-мм пушку L7. До 1964 года капитальный ремонт и замена пушки выполнялись в Великобритании, после — непосредственно в Израиле. Некоторые танки поступили в АОИ с оригинальным орудием, но в большинстве случаев оно было заменено.
Всего было закуплено около 1100 танков. Последние танки были получены в 1973 году. Поступившие на вооружение танки получили в израильской армии название Шот, для танков с 20-фунтовой пушкой использовалось название «Центурион».

## Модернизация
Модернизация танков Шот началась в 1969 году, на израильском танкоремонтном заводе. Начиная с 1970 года на вооружение поступали только модернизированные танки.
Модернизация в основном заключалась в следующем:
- Английский бензиновый двигатель водяного охлаждения «Метеор» заменялся на американский дизель Continental AVDS-1790-2АС с воздушным охлаждением производства компании Continental Motors.
- Механическая трансмиссия заменялась на гидромеханическую трансмиссию типа «кросс-драйв»[англ.] «Аллисон[англ.]» CD850-6.
- Моторное отделение перекомпоновывалось для новой системы охлаждения двигателя.
- На надгусеничных полках устанавливались бронированные воздушные фильтры.
- Заменялась электросистема танка.
- Модернизировались головные фары.

Модернизация была призвана увеличить подвижность, запас хода, упростить управление, а также уменьшить пожароопасность, за счет перехода на дизельное топливо. Кроме того, новые дизельные двигатели имели намного больший моторесурс, чем устаревшие английские «Метеоры». Боезапас танка увеличился до 72 выстрелов.
Модернизированные танки получили название Шот Каль, немодернизированные неофициально стали называться «Шот Метеор» или «Шот бензин».

## Боевое применение
Шестидневная война

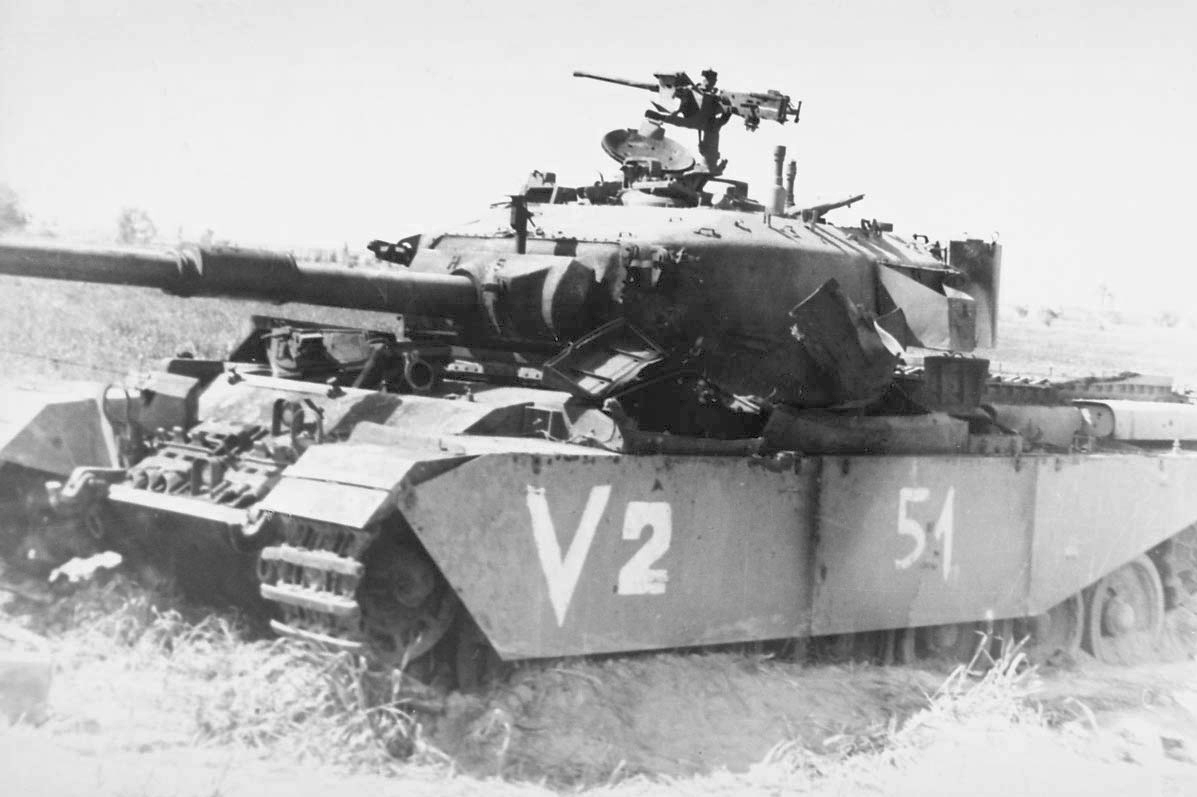
Подбитый израильский «Шот-Каль»

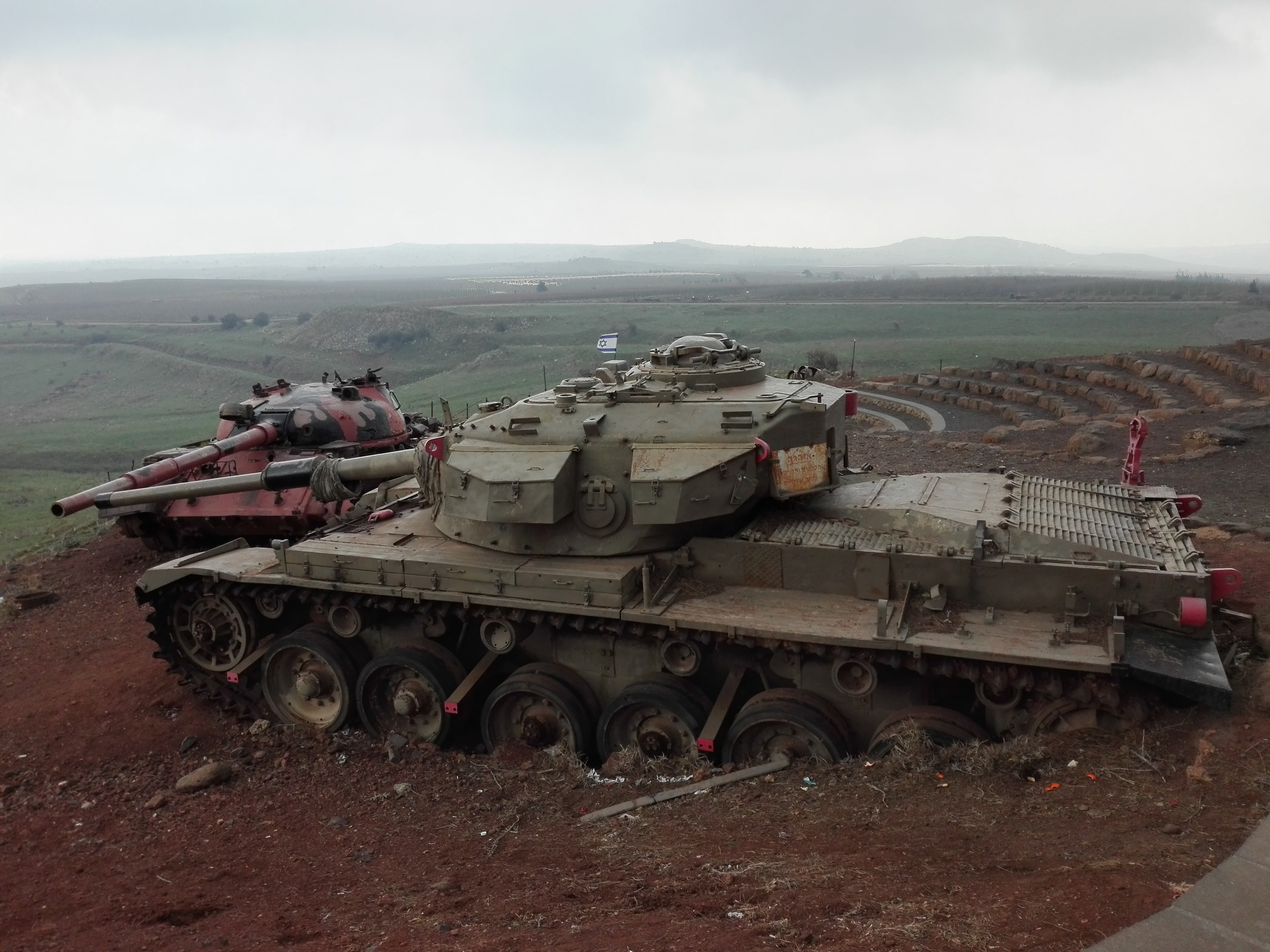
«Шот-Каль» в мемориале погибшим в танковых сражениях в «Долине слёз».

Танки Шот принимали участие в Шестидневной войне 1967 года, на момент начала войны в израильской армии насчитывалось 385 таких танков, из них 293 боеготовых. Только 10 танков были вариантом с 20-фунтовым орудием, остальные имели 105-мм пушку. На синайском фронте потери Израиля составили 132 танка, включая 53 танка «Шот» Учитывая численность бронетанковых войск Армии обороны Израиля, ущерб весьма значительный. Кроме того, погибло много подготовленных танкистов, в том числе офицеров. Но если израильские потери серьёзные, то египетские — катастрофические. Из 935 танков и САУ уничтожено и захвачено как трофеи по разным данным от 550 до 825: 291 Т-54А, 82 Т-55, 251 Т-34-85, от 19 до 72 ИС-ЗМ, 55 «Шерманов», 30 «Центурионов», от 14 до 29 ПТ-76 и 51 СУ-100 и несколько сот БТР.
Война на истощение
Танки «Шот» использовались в операциях Войны на истощение.
Арабо-израильская война 1973 года
На момент начала Войны Судного Дня в 1973 году в СВ Израиля было 222 «Шот» и 787 «Шот Каль», что составляло половину израильского танкового парка.
На южном фронте, за 6-7 октября первый удар приняли на себя «Шоты» 198-го батальона, в ходе сражений с пехотой и танками 198-й батальон был практически полностью разгромлен потеряв 37 из 44 танков «Шот». 8 октября израильские танки «Шот» потерпели крупное поражение во время танковой битвы у моста Фирдан. В середине войны участвовали в тяжёлом сражении возле «Китайской фермы», несколько «Шотов» утонуло во время обстрела понтонного моста через Суэцкий канал. В последнем бою на южном фронте — битве за Суэц, израильские «Шоты» также потерпели поражение, потеряв в неудачном штурме половину танков батальона.
На северном фронте, на Голанских высотах, израильтяне развернули 177 «Шот Каль» 7-й бронетанковой бригады и 188-й бригады «Барак». Эти регулярные соединения в ожесточённом сражении остановили атаку приблизительно 540 сирийских танков. Позже сирийцы ввели в бой Т-62 3-й бронетанковой дивизии и некоторых частей Республиканской гвардии с их мощными 115-мм орудиями. Сирийцы атаковали укрепления в районе Эль-Кунейтры тремя пехотными и двумя бронетанковыми дивизиями и отдельной бронетанковой бригадой. Хотя три дивизии назывались пехотными, в самом деле они были механизированными, в них было по около 180 танков в бронетанковой бригаде и танковых батальонах пехотных бригад. Сирийцам противостояли одна пехотная и одна бронетанковая бригады израильтян и часть подразделений другой бронетанковой бригады..
В течение 48 часов непрерывно уменьшающееся число «Шотов» сдерживало сирийцев, пока израильтяне спешно мобилизовали и посылали резервистов и танки на оборону Голанских высот. После 51 часа почти непрерывного сражения сирийцы начали отход, оставив на поле битвы около 500—600 подбитых танков и примерно столько же других боевых машин. Экипаж одного Шот под командованием майора Шмуэля Аскарова уничтожил в первый день войны 35 Т-54/55 и большое количество бронетранспортёров. В ходе этого боя израильский танк был подбит четырежды, и после очередного попадания снаряда Т-54 Аскаров был ранен.

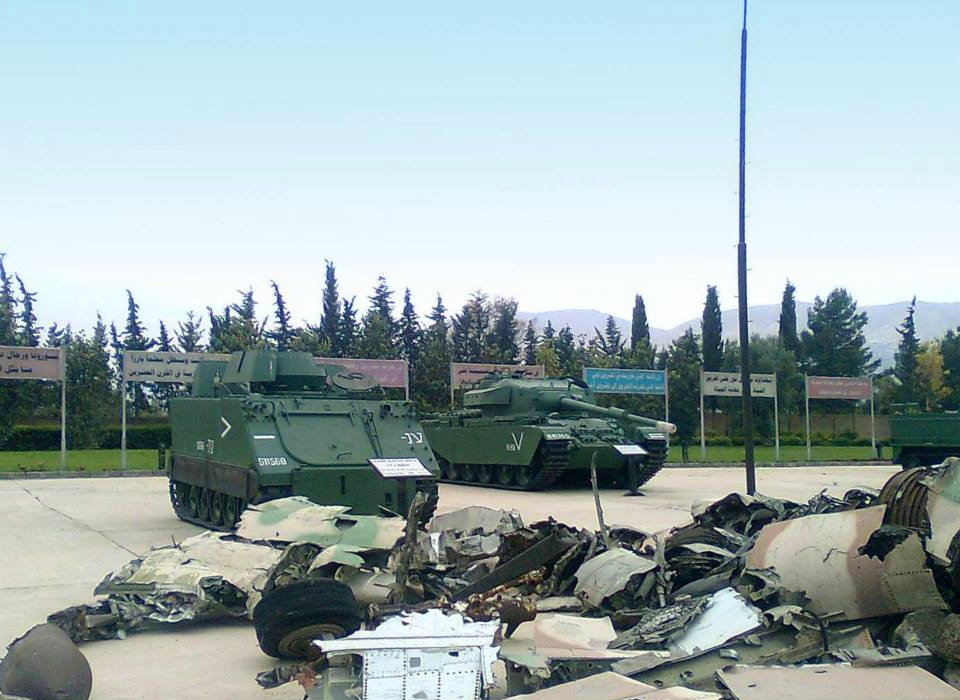
Танк «Шот» в сирийском музее в Дамаске

7-я бригада потеряла 98 (по другим данным — 73) Шотов из 105, но уничтожила 230 сирийских танков и более 200 БТР и БМП. 188-я бригада потеряла техники меньше, чем 7-я, но убыль личного состава выше — за четыре дня боев в бригаде выбыло из строя 90 % офицеров.
По окончании войны и на южном и на северном фронте по несколько десятков танков типа «Шот» достались противнику в качестве трофеев. Всего было захвачено от 80 до 90 таких танков. Полные потери танков «Шот» не публиковались, по израильским данным, известно, что для замены потерянных из Британии было заказано ещё 400 танков типа «Центурион».
Войны в Ливане
Некоторое количество «Шот Каль» принимало участие в ходе гражданской войны в Ливане, включая крупномасштабную операцию «Мир Галилее» в 1982 году. Потери до 1982 года по типам точно неизвестны, но они могли достигать несколько десятков танков. В ходе операции «Мир Галилее» был выведен из строя 21 танк типа «Шот».

## Разновидности танков Шот Каль
Изменения по ходу модернизации привели к созданию нескольких разновидностей Шот Каль. Некоторые танки переделывались из одной разновидности в другую в результате дополнительной модернизации.
- Шот Каль, официально Шот Каль Алеф — первоначальный модернизированный вариант.
- Шот Каль Бет — гидравлические приводы управления башней и орудием, вместо изначальных электрических.
- Шот Каль Гимель — стабилизатор «Honeywell», такой же как на танке M60A1. Более мощный генератор и измененная система выпуска.
- Шот Каль Далет — СУО «Барак-Ор», пулемёты Браунинг M1919 заменены на MAG-58.
- Шот Каль Хей — СУО «Галь», изготовлен только 1 опытный образец.

## Снятие с вооружения
Танки Шот и Шот Каль, в количестве 1080 единиц, были сняты с вооружения регулярных танковых частей ЦАХАЛа в 1992 году, тем не менее большое количество этих танков оставалось после этого в учебных и резервистских частях. В основном процесс полного снятия танков с вооружения завершился к 2001 году.
Снятые с вооружения танки переделываются в тяжелые БТР и БРЭМ.

## Боевые машины на основе танка

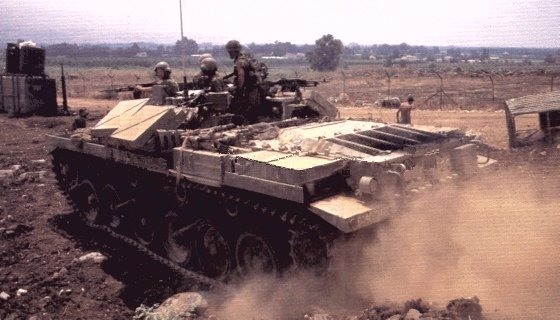
Нагмашот

- «Нагмашот» — бронетранспортёр, созданный на базе Шота.
- «Нагмахон» — бронетранспортёр, созданный на базе бронетранспортёра Нагмашот.
- «Накпадон» — БРЭМ, созданная на базе танка Центурион.
- «Пума»
- 155-мм САУ с орудием M68 (со стволом длиной 39 калибров) — разработана в 1978 году фирмой «Солтам»; масса 51,8 тонн; дальность стрельбы до 23,5 км; скорость 35 км/ч[22].